# Bannoncourt
Bannoncourt é uma comuna francesa na região administrativa de Grande Leste, no departamento de Meuse.
Estende-se por uma área de 8,72 km². Em 2010 a comuna tinha 160 habitantes (densidade: 18,3 hab./km²).